# Seleção Norte-Coreana de Futebol Feminino
A Seleção Norte-Coreana de Futebol Feminino representa a Coreia do Norte  competições de futebol feminino da FIFA.

## História
Em 2006, venceu a Copa do Mundo de Futebol Feminino Sub-20, batendo a equipe da China por 5 a 0 na final e foi vicecampeã em 2008. Venceu também a Copa do Mundo de Futebol Feminino Sub-17 em 2008. Na Universíada, conquistou duas medalhas de ouro em 2003 e 2007 e uma de bronze em 1987. Conquistou duas medalhas de ouro nos Jogos Asiáticos de 2002 e 2006. Jogos Mundiais Militares conquistou a medalha de ouro em 2007.
Em 2024 conquistou a Copa do Mundo de Futebol Feminino Sub-20, derrotando o Japão na final, e a Copa do Mundo de Futebol Feminino Sub-17, vencendo a decisão contra a Espanha nos pênaltis, tornando-se tricampeã mundial nas duas categorias.

## Títulos
- Copa da Ásia de Futebol Feminino: 2001, 2003 e 2008
- Copa do Mundo de Futebol Feminino Sub-20: 2006, 2016 e 2024
- Copa do Mundo de Futebol Feminino Sub-17: 2008, 2016 e 2024.
- Jogos Asiáticos:  medalha de ouro - 2002, 2006, 2014
- Universíada: medalha de ouro - 2003, 2007, 2019
- Jogos Mundiais Militares: medalha de ouro - 2007, 2019
- Copa da Ásia de Futebol Feminino Sub-20: (2007 e 2024)
- Copa da Ásia de Futebol Feminino Sub-17: (2007, 2015, 2017 e 2024)
- EAFF E-1 Football Championship: (2013, 2015, 2017)
- Cyprus Cup: (2019)
- EAFF Women's East Asian Cup:  2013
- Albena Cup:  2022
- Australia Cup: 2004
- Four Nations Tournament (women's football): 2012

## Campanhas de Destaque
- Copa do Mundo de Futebol Feminino Sub-20: 2º Lugar - 2008

- Copa do Mundo de Futebol Feminino Sub-17: 2º Lugar - 2012

- Copa da Ásia de Futebol Feminino: 2º Lugar - 1993, 1997 e 2010

- Copa da Ásia de Futebol Feminino: 3º Lugar - 1999 e 2006

- Jogos Asiáticos: Medalha de prata - 1998

- Jogos Asiáticos: Medalha de bronze - 1990

- Universíada: Medalha de bronze - 1987
- Copa CFA Yongchuan:  2° Lugar: 2017
- Olimpíadas: Fase de grupos 2008, 2012